# Schwimmhalle Finckensteinallee
Die Schwimmhalle Finckensteinallee ist eine Bade- und Schwimmanstalt im Berliner Ortsteil Lichterfelde des Bezirks Steglitz-Zehlendorf. Sie wurde 1938 eröffnet, stand aber der Bevölkerung bis 1994 nicht zur Verfügung. Nach umfassender Rekonstruktion durch den Betreiber, die Berliner Bäder-Betriebe (BBB), wurde sie im August 2014 der Öffentlichkeit übergeben.

## Geschichte

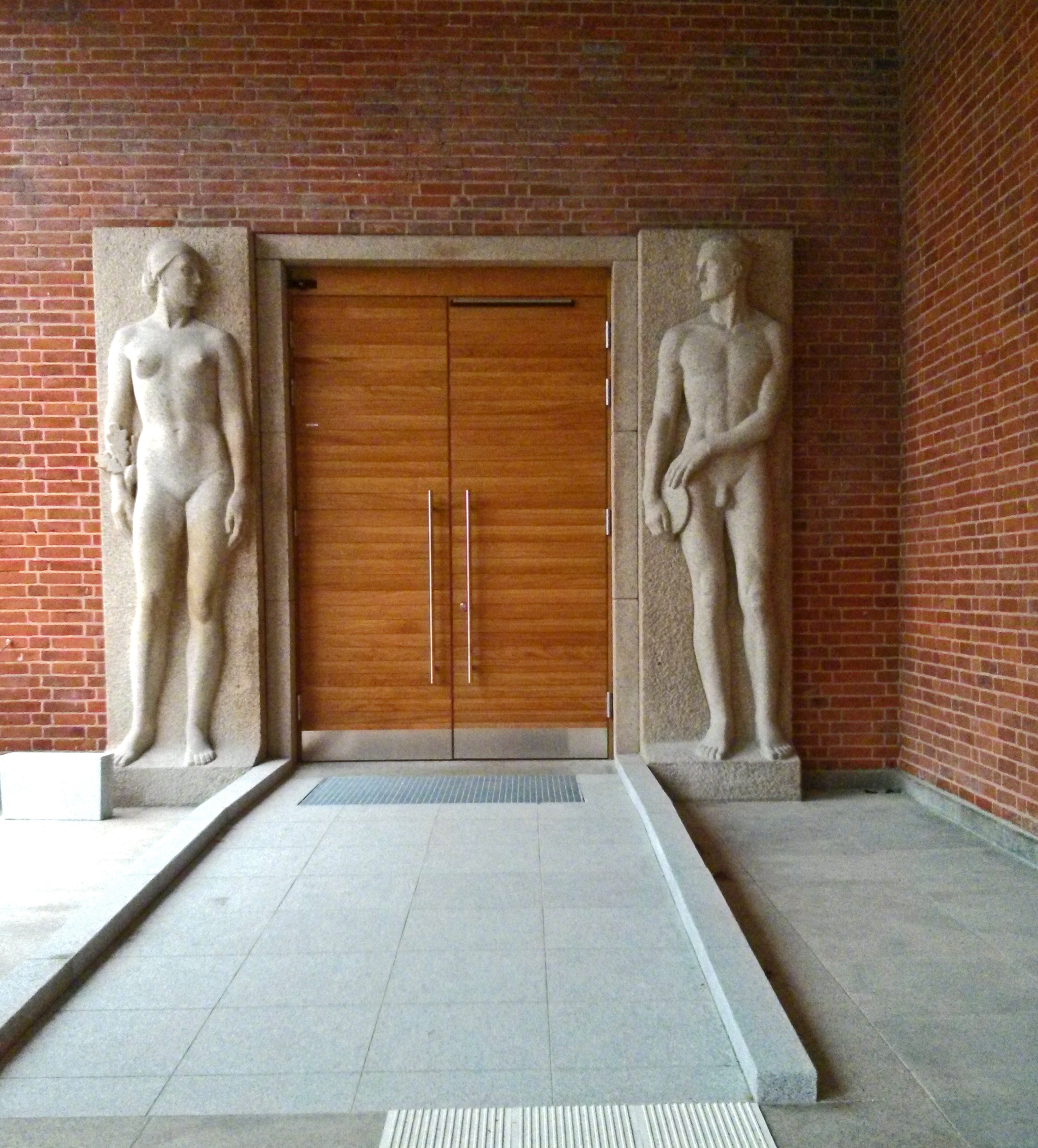
Der Eingang für Schulen und Vereine, 2014

Das Schwimmbad, im typischen NS-Baustil auf dem Gelände der ehemaligen preußischen Hauptkadettenanstalt (Finckensteinallee 63–97) errichtet, war mit seinem 50 Meter langen und 25 Meter breiten Schwimmbecken zur damaligen Zeit das größte seiner Art in Europa. Als Architekten für die Erweiterungsbauten auf dem Kasernengelände – Torbauten, Wirtschaftsgebäude, Magazine und Schwimmhalle – werden Karl Reichle, der Oberregierungsbaurat Karl Badberger und Wilhelm Weigandt genannt, allerdings ohne genaue Zuordnung ihrer Objekte.
Die Schwimmhalle diente bis 1994 ausschließlich der sportlichen Ertüchtigung für Militärs – zuerst den Mitgliedern der Leibstandarte SS Adolf Hitler.

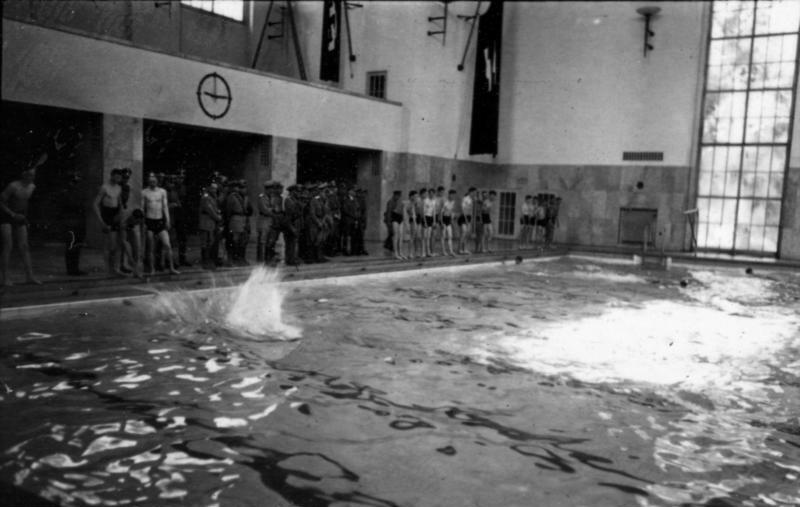
Schwimmausbildung 1941 in der Finckensteinallee-Halle

Nach dem Zweiten Weltkrieg befand sich die Einrichtung im Amerikanischen Sektor von Berlin und wurde von der Besatzungsmacht genutzt. In dieser Zeit hieß sie Andrews Barracks.
Nach der deutschen Wiedervereinigung und dem Abzug der US-amerikanischen Streitkräfte aus Berlin ging die Schwimmhalle in das Eigentum des Berliner Senats über, der sie den Berliner Bäderbetrieben (BBB) übertrug. Bis 2006 konnten nur Schulen und Vereine im Becken üben. Wegen zunehmender Schäden am Bauwerk musste die Einrichtung schließlich geschlossen werden.
Für eine umfassende denkmalgerechte Sanierung stellte der Senat aus dem Bädersanierungsprogramm für die Bäder-Betriebe und aus dem EU-Umweltentlastungsprogramm rund 13 Millionen Euro bereit. Mit diesem Geld wurden vom Architekturbüro Veauthier Meyer Architekten alle Bauschäden beseitigt und zahlreiche Maßnahmen zur Energieeinsparung realisiert, darunter die Verkleidung des Glasdachs und die Verringerung der Wassertiefe auf zwei Meter (wofür der 10-m-Sprungturm abgebaut wurde). Außerdem erhielten die Innenwände frischen Putz und die Bäderbetriebe erneuerten die Gebäude-, Lüftungs- und Badewassertechnik. Am 22. August 2014 erfolgte unter Anwesenheit des Senators für Inneres und Sport, Frank Henkel, die offizielle Wiedereröffnung, nachdem das Becken zuvor bereits zum Training für die gerade durchgeführten Schwimmeuropameisterschaften gedient hatte.
Das Stadtbad steht seit dem 1. September 2014 als öffentliche Sportanlage allen Interessenten offen. Dauernutzer der Schwimmhalle sind die Schwimmgemeinschaft Steglitz e. V. und der Zehlendorfer TSV (Z88).

## Beschreibung

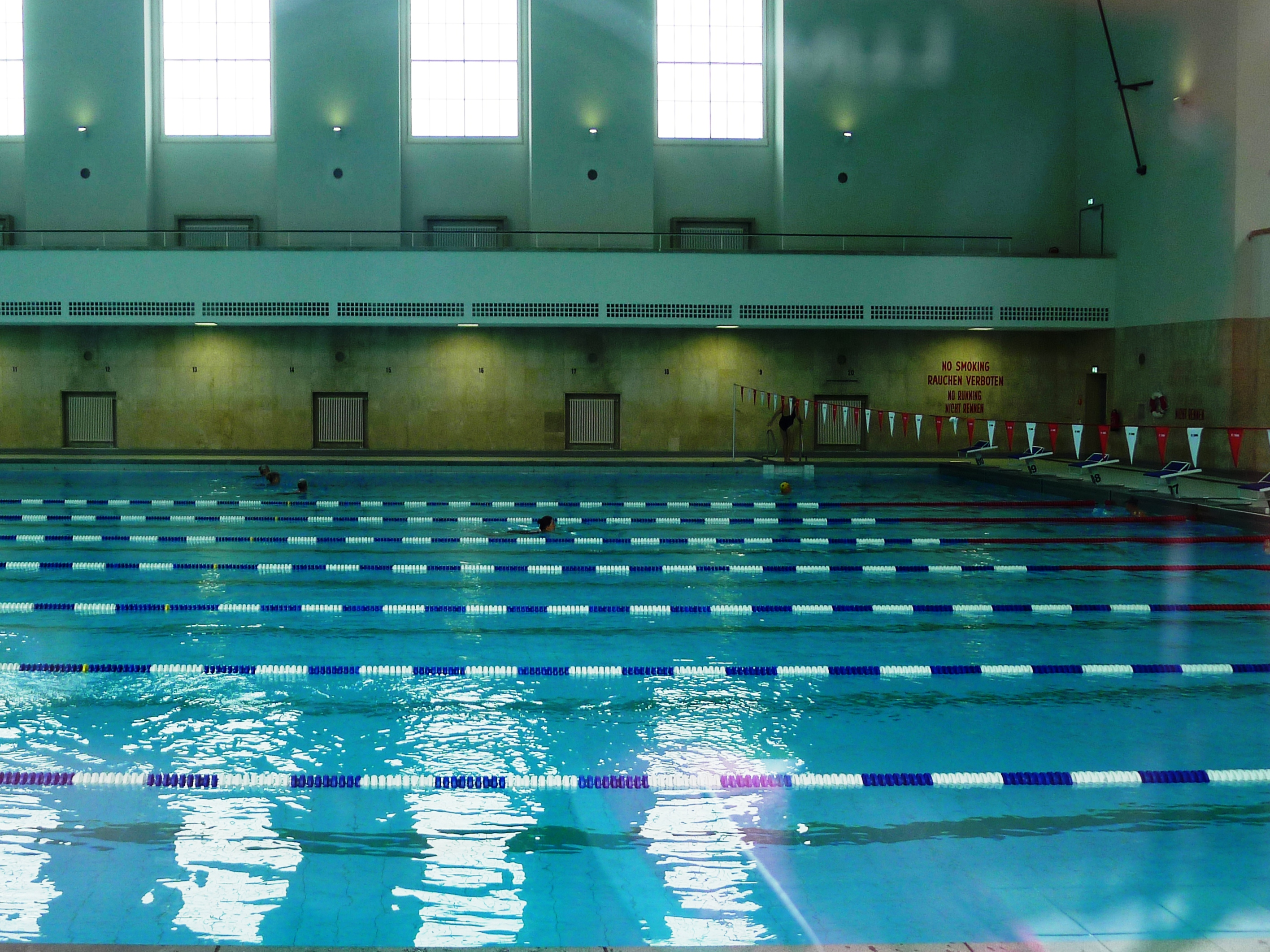
Schwimmhalle (2014)

Die Schwimmhalle ist ein Stahlbetonbau und besitzt einen rechteckigen Grundriss von rund 73 m × 33 m. Die Schmalseiten sind in der Art eines griechischen Tempels auf einer Breite von etwa 24 m vorgezogen und werden von gemauerten quadratischen Säulen getragen. Das Pultdach ist mit grauen Dachbahnen eingedeckt. Der gesamte Baukörper ist verklinkert.
Im Inneren befindet sich ein 50-Meter-Schwimmbecken mit zehn Bahnen, die an einer Schmalseite mit Startblöcken versehen sind. Das Becken mit einem Fassungsvermögen von 2500 m³ (vor dem Umbau 4000 m³) ist mit hellblauen Natursteinfliesen verkleidet, der Umgang mit beigefarbenen kleinformatigen und rutscharmen Fliesen. An einer Längsseite lassen raumhohe mehrgliedrige Fenster Tageslicht in die Anlage. Die Aufschriften „No running/Nicht rennen“ und „No smoking/Rauchen verboten“ an den Wänden erinnern an die lange Nutzungsdauer durch die US-amerikanischen Streitkräfte. Die Dusch- und Sanitäranlagen sind der Fensterseite gegenüber angeordnet. Darüber gibt es eine Zuschauertribüne, Platz für die Jury bei Wettkämpfen ist an der Schmalseite oberhalb des Beckens.
Zusatzausstattungen wie ein Nichtschwimmerbecken, Sauna oder Whirlpool sind nicht vorhanden.
Die Schwimmhalle ist Teil des gelisteten Baudenkmals Hauptkadettenanstalt. Am Eingang zur Schwimmhalle, der von massiven Pfeilern und klinkerverblendeten Wänden gesäumt wird, stehen beiderseits überlebensgroße steinerne Figuren. Sie zeigen eine nackte Frau und einen nackten Mann und symbolisieren in ihrer archaischen Darstellungsweise das nationalsozialistische Kunstverständnis.